# 天主教埃文斯維爾教區
天主教埃文斯維爾教區（拉丁語：Dioecesis Evansvicensis）是美國一個羅馬天主教教區，屬印第安納波利斯總教區。成立於1944年10月21日。
範圍包括印第安納州西南部，教座位於埃文斯維爾。2010年有教友87,800人（佔轄區總人口17.5%）、六十九個堂區、七十五名司鐸。現任教區主教嘉祿·C·湯普森。